# Heinrich Paravicini
Heinrich Rudolf Paravicini (* 27. Juli 1971 in Göttingen) ist ein deutscher Designer. Er lebt und arbeitet in Hamburg.

## Leben und Wirken
Heinrich Paravicini wuchs als Sohn des Historikers Werner Paravicini und der Historikerin Anke Paravicini, der Tochter des Rechtshistorikers Wilhelm Ebel, in Paris auf. Seine Brüder sind der Musiker Friedrich Paravicini und der Mathematikdidaktiker Walther Paravicini. Zum Zeichnen wurde er bereits im Alter von sechs Jahren durch Mangaserien im Fernsehen und die Pariser Museen inspiriert. Nach seinem Abitur in Deutschland studierte er Kommunikationsdesign an der Muthesius Kunsthochschule in Kiel, wobei er zudem ein Stipendium des Deutschen Akademischen Austauschdienstes erhielt.
In Kiel gründete er 1993 mit Kommilitonen die Zeitschrift Mutabor. Gemeinsam mit Johannes Plass gründete er 1998 das Designbüro Mutabor, das er bis heute als Chief Creative Officer und geschäftsführender Gesellschafter leitet. In dem aus 150 Mitarbeitern bestehenden Team arbeiten Designer, Architekten, Grafiker, Filmemacher, Strategen und Interfacedesigner interdisziplinär. Im Exklusiv-Ranking der Fachzeitschrift Horizont belegte die Agentur im Jahr 2020 den zweiten Platz. Unter anderem entwickelte Paravicini Erscheinungsbilder für Audi, Daimler, Volkswagen, Vodafone, BMW, Clariant, Bahlsen. die DFL und den Hamburger SV. Er gewann beim Internationalen Olympischen Komitee und beim Deutschen Olympischen Sportbund die Ausscheidung um das Logo für die Bewerbung für die Olympischen Spiele in Hamburg 2024.
Zu den innovativsten Arbeiten von Paravicini zählen das digitale Retail-Projekt adidas mi innovation center im Adidas Flagship-Store auf den Champs-Elysées im Jahr 2006, das gemeinsam mit dem Fraunhofer HHI Berlin entwickelt wurde und mehrere internationale Design-Preise gewann. Des Weiteren entwickelte er für die Deutsche Telekom zahlreiche Projekte, darunter der 4010 Store in Berlin-Mitte (2008–2013) und die Fashion Fusion, eine Schnittstelle zwischen Fashion und Technologie oder die Lichtinstallation Take off (reaktive Lichtskulptur Lift-off), die seit 2013 die Besucher am Flughafen Köln Bonn begrüßt.
2001 wurde Paravicini in den Art Directors Club (ADC) Deutschland aufgenommen, wo er eine Reihe von Projekten initiierte und mehrere Funktionen wahrnahm. 2012 als „Vorstand Design“ in das ADC-Präsidium berufen, 2018 zum Präsidiumssprecher gewählt und stand dem Club zwei Jahre als Präsident vor, bis er auf eigenen Wunsch 2020 aus dem Präsidium ausschied.
Außerdem war Paravicini Lehrbeauftragter für Markendesign an der HAW Hamburg und Jurymitglied bei nationalen und internationalen Wettbewerben und Festivals, etwa beim ADC, D&AD London, Eurobest Festival und bei den Cannes Lions. Er ist zudem regelmäßig als Vortragender auf Kongressen und Tagungen tätig.

## Auszeichnungen
Paravicini gewann mit dem Team von Mutabor zahlreiche Designpreise. Arbeiten unter seiner Leitung gewannen unter anderem den Designpreis der Bundesrepublik Deutschland, mehrere Löwen beim Festival of Creativity und Lions Health in Cannes, verschiedene Preise beim ADC, mehrere Red Dot Grand Prix und diverse Goldmedaillen bei weiteren nationalen und internationalen Wettbewerben.

## Veröffentlichungen
- Mutabor Magazin. Eigenverlag 1993–1997, Gestalten Verlag, 1998–2002.
- Mutabor – Lingua Grafica. Gestalten Verlag 2001, ISBN 3-931126-59-5.
- Mutabor – Lingua Universalis. Gestalten Verlag, 2004, ISBN 3-89955-033-1.
- Mutabor – i´m going to change. Gestalten Verlag, 2007, ISBN 3-89955-177-X.
- Mutabor – Lingua Digitals. Gestalten Verlag, 2012.
- Mutabor & Vizeum – Brand Report – Die Momentum Marken. Eigenverlag, 2014.
- Ideen, Das Beste aus 40 Jahren Art Directors Club Deutschland. Deutscher Fachverlag, 2004, ISBN 978-3-87150-883-7.
- BEEF, Magazin für kreative Kommunikation. Deutscher Fachverlag, 2006–2009.
- als Hrsg.: C20 – 10 Gestalter, 10 Lebenswege. Gestalten Verlag 2013, ISBN 3-89955-505-8.